# シャルル・ド・スポールベルク・ド・ロヴァンジュール

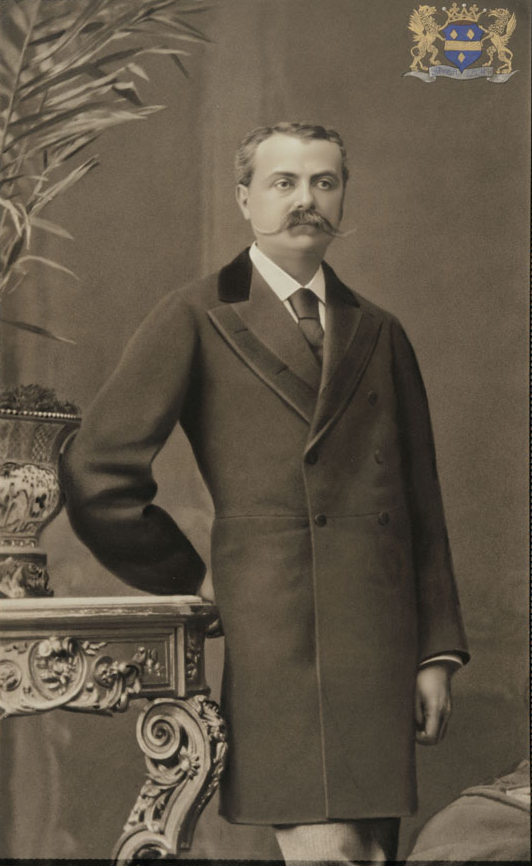

シャルル・ド・スポールベルク・ド・ロヴァンジュール（Charles de Spoelberch de Lovenjoul, 1836年4月30日 - 1907年7月3日）は、ベルギーの学者、収集家、作家。ブリュッセルに生まれ、ロワイヤに没した。その蔵書は、フランス学士院によって保存されている。

## 経歴
ベルギーの古い貴族の家柄の跡取りとして生まれたロヴァンジュールは、フランス文学に情熱を傾け、19世紀の作家たちに関する単行本、文学雑誌、新聞、さらに1870年以降には、手稿や書名入りの書簡類も収集して、貴重な蔵書を形成し、そのすべては1905年5月にフランス学士院へ委ねられた。その中には、オノレ・ド・バルザック、ジョルジュ・サンド、テオフィル・ゴーティエなどの手稿や印刷物、ギュスターヴ・フローベールの書簡の大部分、シャルル＝オーギュスタン・サント＝ブーヴをはじめとする19世紀の作家たちに関する多数の書類など、1500点の手稿、40000点の印刷本、（1800年から1907年に至る）900種類の定期刊行物、諸々の遺物、記念品、ロヴァンジュール自身の、15000通を越える書簡を含む、膨大な量の個人的書類が含まれていた。

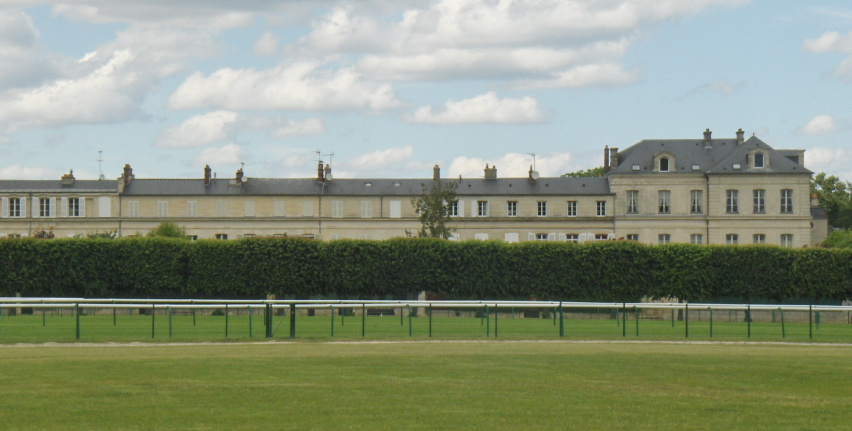
1910年から1987年まで、子爵の旧蔵書が収められていたオテル・スポールベルク・ド・ロヴァンジュール（右側）。

1910年、ジョルジュ・ヴィケルの厳重な監督の下に運び出された蔵書は、シャンティイのコネタブル通り23番地 (23 rue du Connétable) の旧サン＝ジョゼフ＝ド＝クリュニー修道女会の施設跡に運び込まれ、その総量は、書籍と書類は695函、新聞類は818梱包にのぼった。その後、この建物はオテル・スポールベルク・ド・ロヴァンジュールと称されるようになった。この蔵書の維持管理に要する経費を賄うため、ブリュッセルのレジャン通りのホテル (l'hôtel du boulevard du Régent) の収益が充てられるように、このホテルも学士院に譲られた。ロヴァンジュールの友人で遺言の執行者となったウジェーヌ・ジルベール (Eugène Gilbert) は、賢明に遺言を執行し、ガブリエル・アノトーの推薦を受けて、ジョルジュ・ヴィケルを管理責任者とした。ヴィケルはビブロフィリア（愛書家）にして書誌学者であり、大のバルザック信奉者にして亡き子爵の友人である上、マザラン図書館の職員であった。
1987年、ロヴァンジュールの旧蔵書は、フランス学士院の図書館へと移された。閲覧室には、バルザックの父親と、ロール・ド・ベルニーの肖像画とともに、ロヴァンジュールの肖像写真が掲げられている。
ロヴァンジュールは、バルザックの妻だったエヴェリーナ・ハンスカの死後に散逸しかけたバルザックの書類を買い取っていた。そのおかげで、フランス学士院はバルザックの手稿や校正稿などの大部分を保全することができている。ジョルジュ・ヴィケルによって分類整理された蔵書は、1914年から研究者への公開が始められた。ヴィケルによって作成された蔵書目録は、圧縮版が一般向けに刊行された。
ロヴァンジュールは、1870年以降の早い時期にジョルジュ・サンドと会って、彼女に新たな献辞を書き加えた著作全集を出版することを勧めた。しかし、サンドはこれを果たす前に死去してしまい、企画は放棄された。
自身も偉大な学者であったロヴァンジュールは、お気に入りの作家たちの作品集の校訂版の編集にも取り組んでいた。

## 著作
- Les Lundis d’un chercheur, Calmann-Lévy, (1894)
- Un roman d’amour, Calmann-Lévy, (1896)
- Histoire des œuvres d’Honoré de Balzac. Paris: Calmann Lévy. 1879.
- Autour d’Honoré de Balzac (1897). Réédité par Slatkine (1973)
- Études balzaciennes. Un roman d’amour (1896). Réédité par Slatkine (1973)
- Histoire des œuvres de Théophile Gautier (1887). Réédité par Slatkine (1968)
- La Genèse d’un roman de Balzac : les Paysans, Lettres et fragments inédits (1901). Réédité par Slatkine (1968)
- Une Page perdue de H. de Balzac : notes et documents (1903). D'abord publié sous forme de feuilleton dans Le Figaro du 7 au 20